# Frances Rafferty
Frances Rafferty (16 de junio de 1922 - 18 de abril de 2004) fue una actriz y bailarina estadounidense, además de chica pin-up durante la Segunda Guerra Mundial y estrella bajo contrato de MGM.

## Vida y carrera

### Inicios
Su nombre completo era Frances Anne Rafferty, y nació en Sioux City, Iowa. Sus padres eran Maxwell Lewis Rafftery, Snr. y Deetta C Rafferty, hermana menor del autor y político Max Rafferty. Cuando tenía nueve años de edad, su familia se mudó a Los Ángeles, California. Siendo todavía una niña empezó a estudiar baile y, gracias a sus atributos físicos y a su destreza como bailarina, acabó encontrando trabajo en la industria cinematográfica.

### Carrera
Tras firmar un contrato con los estudios MGM, Rafferty debutó en el cine en 1942. Normalmente hizo papeles menores y de reparto y, aunque tuvo un buen personaje en el film de 1944 Dragon Seed, interpretado por Katharine Hepburn y Walter Huston, sus primeros papeles se limitaron casi exclusivamente al cine de serie B. Otra cinta de cierta popularidad en la que actuó fue Abbott and Costello in Hollywood (1945). 
Durante la Segunda Guerra Mundial fue chica pin-up voluntaria de la revista Yank, una publicación para el personal de las Fuerzas Armadas de los Estados Unidos. 
En la década de 1950 Rafferty enfocó su carrera al medio televisivo. Entre 1954 y 1959 fue Ruth Ruskin Henshaw en todos los 111 episodios de la sitcom producida por Desilu Studios y emitida por la CBS December Bride, en la cual actuaban Spring Byington y Dean Miller. 
Rafferty también intervino en otros programas televisivos en los años cincuenta y sesenta y, tras retirarse en 1965, hizo una última actuación en un episodio de 1977 de la serie de Karl Malden emitida por la ABC The Streets of San Francisco.

### Vida personal
Frances Rafferty estuvo casada con John Harlan desde 1944 hasta su divorcio en 1947. En 1948 se casó con Thomas R. Baker, teniendo la pareja dos hijos. Tras su retiro de la interpretación, Rafferty y su marido dirigieron un rancho en el cual criaron caballos Cuarto de Milla. La actriz falleció en 2004 en El Paso de Robles, California.